# Familia Monroy
Familia Monroy är en ort i Mexiko.   Den ligger i kommunen San Juan del Río och delstaten Querétaro Arteaga, i den centrala delen av landet, 150 km nordväst om huvudstaden Mexico City. Familia Monroy ligger 1 966 meter över havet och antalet invånare är 131.
Terrängen runt Familia Monroy är platt åt sydväst, men åt nordost är den kuperad. Runt Familia Monroy är det ganska tätbefolkat, med 230 invånare per kvadratkilometer. Närmaste större samhälle är San Juan del Río, 13,7 km söder om Familia Monroy. Trakten runt Familia Monroy består till största delen av jordbruksmark.